# Николаевский тучерез
Николаевский тучерез — порода голубей, выведенная украинскими голубеводами. Николаевские тучерезы получили своё название от города Николаев. Как и у большинства хороших летунов, у николаевских несколько удлиненный корпус, они низки на ногах, грудь мускулистая, крылья крепкие, голова немного удлиненная, цвет глаз зависит от цвета оперения. Николаевские бывают белыми, красными, черными, желтыми, краснобокими, белохвостыми.

## История
История этой породы прослеживается с конца XIX века. Но первые её описания на страницах журналов были опубликованы только после Второй мировой войны. Возникла она в южных районах Украины. Родиной этой породы считается г. Николаев. Главная цель, которую преследовали при выведении породы — закрепить стиль полета, на окраску же оперения обращали второстепенное внимание.
В настоящее время, николаевские голуби широко распространены во всех областях бывшего СССР, а также в странах Запада. В Польше, например, на основе николаевских были выведены «польские орлики» с парящим, бескружным полетом. В Германии существует клуб любителей этой замечательной птицы, которыми был выработан свой стандарт на эту породу.

## Общее впечатление
В настоящее время на выставках голубей производят оценку Николаевских тучерезов по следующему описанию:
- Голубь средней величины, с удлиненным корпусом и приподнятой грудью на 40-45', посадка низкая.
- Голова гладкая, сухая, округло удлиненная.
- Глаза не большие, у чисто белых птиц - темно-коричневые, у цветных золотисто-соломенные, веки узкие цвета топленного молока.
- Клюв длинный, пропорционален размерам головы, светлый, относительно тонкий, восковица не больная, белая и плотно прилегающая к клюву.
- Шея короткая толстая, выпуклая.
- Грудь широкая, выпуклая, с хорошо развитой мускулатурой.
- Крылья длинные сомкнутые, не плотно прилегающие к корпусу, концы их лежат на хвосте или находятся на уровне с ним. Маховые перья широкие и упругие.
- Спина широкая, прямая, удлиненная, переходит плавно в хвост.
- Хвост широкий 12-16 перьев, удлиненный, рулевые перья широкие и упругие.
- Ноги короткие, неоперенные, красно-бурые.

## Полёт
Эта порода голубей без кружного полета, на восходящих потоках воздуха или равномерным встречного ветра, он похож на полет жаворонка или бабочки.
- Посмотреть полёт Николаевских голубей Архивная копия от 4 октября 2017 на Wayback Machine

## Содержание
В целом высоколетные неприхотливы при содержании, но предпочитают соблюдение режима дня и легкие корма.